# Marie Yovanovitch
Marie "Masha" Louise Yovanovitch, född 11 november 1958 i Montréal i Kanada, är en amerikansk diplomat. Efter 33 år vid USA:s utrikesdepartement blev hon i april 2019 uppsagd från tjänsten som ambassadör i Ukraina.
Yovanovitchs ryska föräldrar hade flytt både nazisterna under andra världskriget och sedan förföljelse i Sovjetunionen.